# Roger Hodgson
Charles Roger Pomfret Hodgson (* 12. března 1950, Portsmouth, Anglie, Spojené království) je britský zpěvák, hudebník a jeden ze zakládajících členů progressive rockové kapely Supertramp. Narodil se v Anglii, Portsmouthu a vyrůstal v bohaté měšťanské rodině v Oxfordu. Odešel na školu Stowe v Buckinghamu. Je znám pro svoji vysokou polohu hlasu, která se stala "poznávací značkou" pro kapelu Supertramp.

## 1950 - 1969: Dětství a mládí
Na kytaru začal hrát ve velmi mladém věku. První kytaru dostal ve 12 letech od svého otce jako dárek na rozloučenou, když se jeho rodiče rozváděli. Vzal ji sebou do internátní školy, kde jej učitel naučil tři akordy, od této chvíle se jeho život navždy změnil. Okamžitě začal skládat vlastní hudbu a psát texty, a do jednoho roku měl svůj první koncert ve škole s devíti původními skladbami. Jeho první kapelu tvořil on, jako kytarista a jeho kamarád, jež hrál na bicí. Říkalo se jim "H-Bombs", protože jejich jména byla "Hodgson" a "Hoby"

## 1969 – 1983: Supertramp
Tak jako u Beatles, Lennon/McCartney, byly téměř všechny písně Supertramp připsány dvojici Davies a Hodgson, bez ohledu na to, kdo dotyčnou píseň vlastně napsal. Je autorem většiny hitů jako "The Logical Song", "Dreamer", "Give A Little Bit", "Breakfast in America", "It's Raining Again", "Take the Long Way Home" a "Fool's Overture".

## 1984 – současnost: Sólová dráha

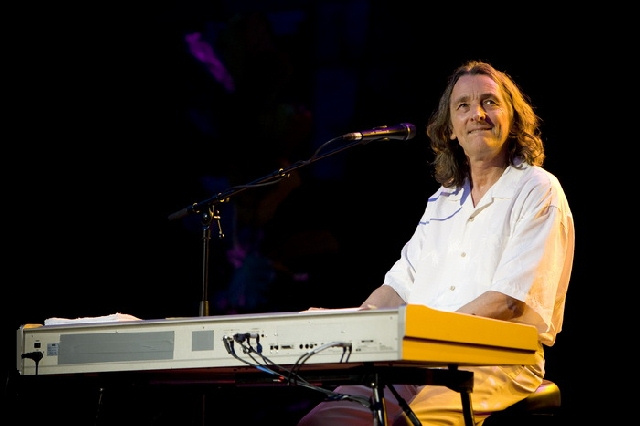
Roger Hodgson ve Francii 2008.

Po odchodu ze Supertramp v roce 1983 začal svou sólovou kariéru albem In the Eye of the Storm, vydaného v roce 1984, kde je podepsán pod všemi písněmi a produkcí tohoto alba, a nahrál zde téměř všechny nástroje.
Jeho druhé album z roku 1987, Hai Hai, bylo orientováno výrazně synthpopově, je plně srovnatelné s trendem poloviny 80. let, ale stále si udržuje svůj osobitý styl psaní. Nicméně, těsně před vydáním alba spadl ve svém domě z podkroví a zlomil si obě zápěstí. Takže na delší dobu odložil koncertování a nahrávání. V této době se otočil na duchovní cestu.
Po dlouhé pauze se pustil do svého prvního turné od roku 1984 a v roce 1997 vydal živé album Rites of Passage. Album bylo nahráno v Miner's Foundry v Nevadě. Vystupoval s celou kapelou a to včetně svého syna Andrewa a saxofonisty SUpertramp Johna Helliwella. Poté se pustil na první sólové turné v roce 1998.
Třetí sólové album Open Door bylo vydáno v roce 2000 a pokračovalo v duchu jeho předchozích prací. Podle fanoušků bylo toto album věrnější stylu kapely Supertramp než jejich bluesové album z roku 2002, Slow Motion, kde byl stejně jako ve všech albech po jeho odchodu vedoucí skupiny a skladatel Rick Davies.
Stále koncertuje, často hraje sám, ale čas od času hraje s jinými muzikanty nebo s celým orchestrem. Podílel se na sérii koncertů Night of the Proms v Belgii a Německu koncem roku 2004, stejně tak na rockovém festivalu Bospop v roce 2005.

## Diskografie

### Studiová alba
- In the Eye of the Storm (1984)
- Hai Hai (1987)
- Open the Door (2000)

### Živá alba
- Rites of Passage (1997)

### Singly
- Had a Dream (1984)
- In Jeopardy (1984)
- London (1987)
- You Make Me Love You (1987)
- Every Trick In the Book (1997)
- Hungry (2000)
- The More I Look (2000)
- Open the Door (2000)